# Ibrahim Zubairu
Ibrahim Zubairu, né le 2 juin 2004 à Accra au Ghana, est un footballeur ghanéen qui évolue au poste d'ailier gauche au Partizan Belgrade.

## Biographie

### En club
Né à Accra au Ghana, Ibrahim Zubairu est formé par le King Faisal, où il commence sa carrière de footballeur.
Le 15 septembre 2022, Ibrahim Zubairu rejoint la Serbie en s'engageant avec le FK Jedinstvo Ub (en).
Il joue son premier match pour le FK Jedinstvo Ub le 17 septembre 2022 face au FK Grafičar Belgrade, en championnat. Il entre en jeu et son équipe est battue par deux buts à un.
Le 28 juin 2024, Ibrahim Zubairu rejoint l'un des clubs les plus importants du pays, le Partizan Belgrade, avec lequel il signe un contrat de quatre ans, soit jusqu'en juin 2024,.
Avec ce club il découvre la Ligue des champions, jouant son premier match le 23 juillet 2024 face au Dynamo Kiev. Son équipe est battue par six buts à deux ce jour-là.
Le 21 octobre 2024, Zubairu se fait remarquer en réalisant son premier doublé pour le Partizan Belgrade, contre le FK Novi Pazar. Titulaire, il participe à la victoire de son équipe par quatre buts à trois.

### En sélection
Ibrahim Zubairu est convoqué avec l'équipe du Ghana des moins de 20 ans, sélection avec laquelle il joue au total quatre matchs en 2022, et marque un but.